# 安田庄司 (新聞経営者)
安田 庄司（やすだ しょうじ、1895年1月25日 - 1955年2月9日）は、日本の新聞記者、新聞経営者。滋賀県出身。読売新聞社元代表取締役主幹・副社長兼編集主幹。大阪読売新聞社元取締役会長。日本プロ野球セントラル・リーグ初代会長。レジオン・ドヌール勲章シュヴァリエ章受章。

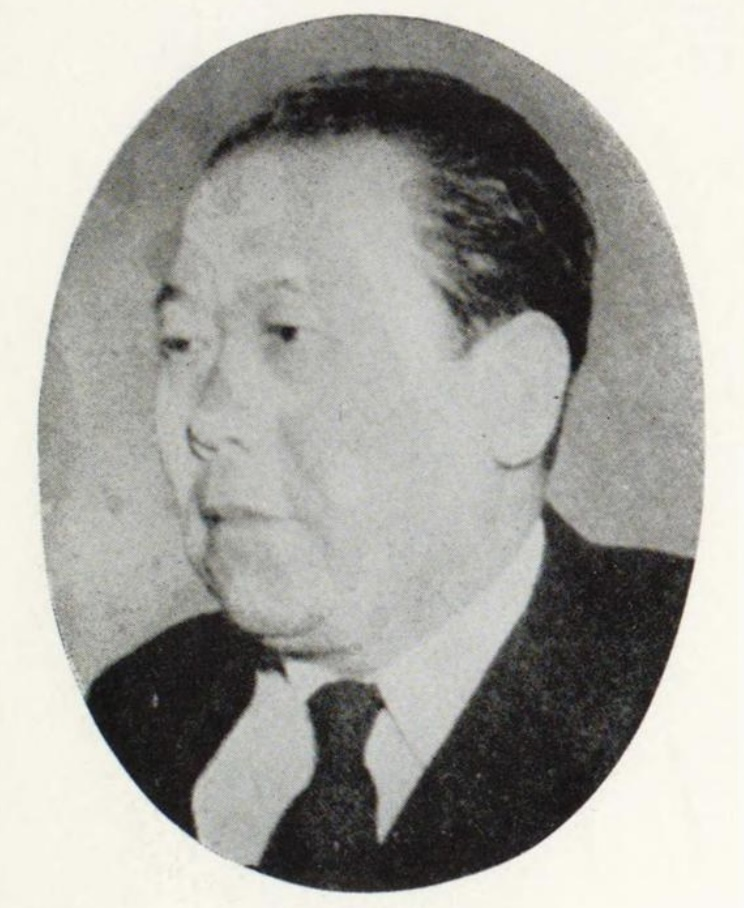
『日本財界人物列伝』第2巻（1962年）掲載肖像

## 人物・経歴
滋賀県出身。上智大学中退。1923年、東京毎夕新聞に入社。その後、国民新聞、時事新報を経て、1930年、読売新聞社に入社。商工省、農林省詰めの経済部記者として活躍。同社経済部長、編集局長等を経て、1942年、退社。
1943年、読売新聞社に再入社し、副主筆に就任。1945年の終戦で辞任。
1946年、読売争議収拾のため再々入社。編集局顧問、編集局長、取締役等を経て、1949年、同社副社長兼編集主幹に就任。1951年、同社代表取締役、1952年、同社主幹に就任。同年、大阪読売新聞社取締役会長に就任。
1949年、プロ野球再編問題のために、日本野球連盟が分裂し発足した日本プロ野球セントラル・リーグの初代会長に就任。
1953年、レジオン・ドヌール勲章シュヴァリエ章を受章。
1955年、死去。
| その他の役職 | その他の役職                             | その他の役職  |
| ------------ | ---------------------------------------- | ------------- |
| 先代         | セントラル・リーグ会長 初代：1949 - 1951 | 次代 松島鹿夫 |